# Cirratulus parafiliformis
Cirratulus parafiliformis är en ringmaskart som beskrevs av Hartmann-Schröder och Rosenfeldt 1989. Cirratulus parafiliformis ingår i släktet Cirratulus och familjen Cirratulidae. Inga underarter finns listade i Catalogue of Life.